# Peter Tork
Peter Halsten Thorkelson (Washington D.C., 13 februari 1942 – Mansfield, 21 februari 2019), beter bekend onder zijn artiestennaam Peter Tork, was een Amerikaanse muzikant en acteur, die bekend werd als bassist van de popgroep The Monkees. Tork groeide op in Connecticut en medio jaren 1960 raakte hij bevriend met muzikant Stephen Stills, als onderdeel van het folkcircuit van Greenwich Village in New York. Nadat hij met Stills naar Los Angeles was verhuisd, werd hij gerekruteerd voor de muzikale televisieserie The Monkees. Het succes van de show maakte van hem van 1966 tot 1968 een tieneridool. Hij bracht het soloalbum Stranger Things Have Happened (1994) uit en toerde later met James Lee Stanley en zijn band Shoe Suede Blues.

## Carrière

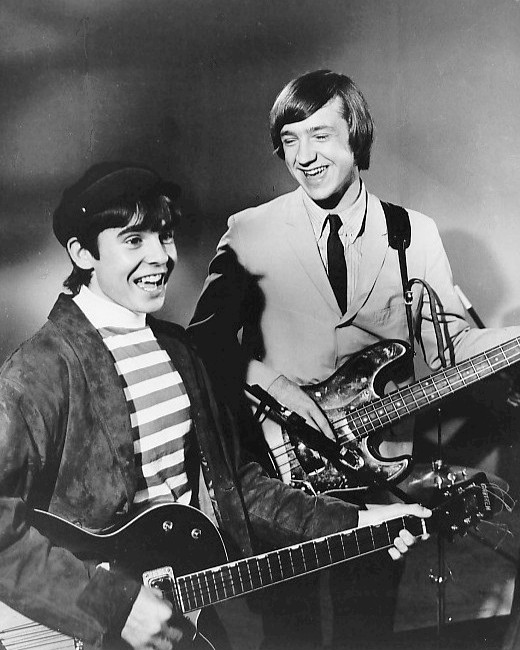
Davy Jones en Peter Tork (rechts) van The Monkees in 1966

Tork werd geboren in 1942 in het voormalige Doctors Hospital in Washington D.C., hoewel veel nieuwsartikelen ten onrechte melden dat hij in 1944 in New York is geboren - de datum en locatie vermeld in vroege persberichten voor de televisieshow The Monkees. Hij was de zoon van Virginia Hope-Straus en Halsten John Thorkelson, een professor economie aan de University of Connecticut. Zijn grootvader van vaderskant was van Noorse afkomst, terwijl zijn moeder van half Duits-joodse en half Ierse afkomst was.                             
Tork begon op negenjarige leeftijd piano te studeren en toonde zijn aanleg voor muziek door verschillende instrumenten te leren bespelen, waaronder de banjo, akoestische bas en gitaar. Hij ging naar de Windham High School in Willimantic, Connecticut en was lid van de eerste afstudeerklas van de E.O. Smith High School in Storrs, Connecticut. Hij ging naar het Carleton College voordat hij naar New York verhuisde, waar hij in de eerste helft van de jaren 1960 deel ging uitmaken van het folkcircuit in Greenwich Village. Terwijl hij daar was, raakte hij bevriend met andere opkomende muzikanten, zoals Stephen Stills.

### The Monkees
Torks band The Monkees was een popband uit het midden van de jaren 1960 die werd opgericht voor een sitcom op televisie. Tork was het oudste lid van de band. Stills had auditie gedaan, maar werd afgewezen omdat de producenten van de show vonden dat zijn haar en tanden niet fotogeniek waren. Toen Stills werd gevraagd of hij iemand kende met een vergelijkbare open, Scandinavische look, raadde Stills Tork aan.                             
Tork was een bekwaam muzikant voordat hij bij The Monkees kwam. Hoewel andere leden van de band hun instrumenten niet mochten spelen op hun eerste twee albums, speelde hij wat hij beschreef als 'derde stoelgitaar' op het nummer Papa Gene's Blues van Michael Nesmith op hun eerste album. Vervolgens speelde hij keyboard, basgitaar, banjo, klavecimbel en andere instrumenten op de opnamen van de band. Hij schreef, samen met Joey Richards, het afsluitende themalied For Pete's Sake van het tweede seizoen van The Monkees. In de show werd hij gedegradeerd tot optreden als de 'lieve dummy', een persona die hij als folkzanger in Greenwich Village had ontwikkeld.
De dvd-publicatie van het eerste seizoen van de show bevat commentaar van verschillende bandleden. Daarin stelt Nesmith dat Tork beter was in het spelen van gitaar dan bas. Tork merkte op dat Davy Jones een goede drummer was en als de bezetting voor liveoptredens uitsluitend gebaseerd waren op speelvaardigheid, had hij het moeten zijn op gitaar, Nesmith op bas en Jones op drums, waarbij Micky Dolenz de leidende rol op zich nam (in plaats van Nesmith op gitaar, Tork op bas en Dolenz op drums). Jones viel kort in voor Tork op bas toen deze keyboard speelde.
Opnemen en produceren als een band was Torks grootste passie en hij hoopte dat de vier leden zouden blijven samenwerken als een band aan toekomstige opnamen. De vier hadden echter niet genoeg gemeen wat betreft hun muzikale interessen.                              
In 1967, vrij van de beperkingen van Don Kirshner, droeg Tork instrumentale hoogstandjes bij, zoals het pianointro van Daydream Believer en de banjopartij op You Told Me.
Tork was close met zijn grootmoeder van moederskant, Catherine McGuire Straus, en verbleef soms bij haar tijdens zijn dagen in Greenwich Village, nadat hij een van The Monkees werd. 'Grams' was een van zijn meest fervente supporters en beheerde zijn fanclub, schreef vaak persoonlijke brieven aan leden en bezocht muziekwinkels om er zeker van te zijn dat ze Monkees-platen verkochten.
Er werden zes albums geproduceerd met de oorspronkelijke Monkees-bezetting, waarvan er vier nummer 1 in de Billboard-hitlijst bereikten. Dit succes werd aangevuld met twee jaar televisieprogramma's, een reeks succesvolle concertreizen door Amerika en daarbuiten, en de trippy psychedelische film Head, die door sommigen wordt beschouwd als zijn tijd vooruit. De spanningen, zowel muzikaal als persoonlijk, liepen echter op binnen de band. De band beëindigde een tournee door het Verre Oosten in oktober 1968 (waar Torks exemplaar van Naked Lunch in beslag werd genomen door de Australische douane) en filmde vervolgens de NBC-televisiespecial 33⅓ Revolutions per Monkee, waarin veel van de ideeën van Head werden herhaald.                             
Tork kocht de resterende vier jaar van zijn contract af voor $ 160.000, waardoor hij weinig inkomen had.

### Na The Monkees
Tijdens een reis naar Londen in december 1967 droeg Tork banjo bij aan de soundtrack van George Harrison voor de film Wonderwall uit 1968. Zijn spel was te horen in de film, maar niet op het officiële soundtrackalbum Wonderwall Music dat in november 1968 werd uitgebracht. Torks korte nummer op de vijfsnarige banjo is 16 minuten te horen in de film, wanneer professor Collins wordt betrapt door zijn moeder terwijl hij zijn buurman Penny Lane bespioneert.                             
Tork ging solo met de band Peter Tork And/Or Release met de toenmalige vriendin Reine Stewart op drums (ze had drums gespeeld op een deel van 33⅓ Revolutions Per Monkee), Riley 'Wyldflower' Cummings (voorheen van de Gentle Soul) op bas en – soms – zanger/toetsenist Judy Mayhan. Volgens Stewart zou de band naar Muscle Shoals gaan als begeleidingsband voor het soloalbum Moments (1970) van Judy Mayhan bij Atlantic Records, maar ze werden uiteindelijk vervangen. Ze speelden voornamelijk op feesten voor hun vrienden en een van hun nummers kwam in aanmerking voor de soundtrack van Easy Rider, maar de producenten die ook Head hadden geproduceerd, besloten uiteindelijk om het niet op te nemen. The Release kon geen platencontract binnenhalen en in 1970 was Tork opnieuw soloartiest.
Torks platen- en filmproductie-eenheid, de Breakthrough Influence Company (BRINCO), slaagde er ook niet in om van start te gaan, ondanks talenten als de toekomstige Little Feat-gitarist Lowell George. Hij verkocht zijn huis in 1970, en hij en zijn zwangere Reine Stewart verhuisden naar de kelder van het huis van David Crosby. Tork werd in 1971 vermeld met het co-arrangeren van een solosingle van Dolenz bij MGM Records (Easy on You ondersteund met Oh Someone). Een arrestatie en veroordeling voor het bezit van hasj resulteerde in 1972 in drie maanden in een gevangenis in Oklahoma. Begin jaren 1970 verhuisde hij naar Fairfax in Marin County, Californië, waar hij zich bij het 35-stemmige Fairfax Street Choir aansloot en gitaar speelde voor de shuffle-bluesband Osceola. Tork keerde halverwege de jaren 1970 terug naar Zuid-Californië, waar hij trouwde, een zoon kreeg en anderhalf jaar lang les gaf aan de Pacific Hills School in West Hollywood. Hij bracht in totaal drie jaar door als leraar muziek, maatschappijleer, wiskunde, Frans en geschiedenis, en was honkbalcoach op verschillende scholen.                             
Op 4 juli 1976 trad Tork samen met Dolenz, Jones, Boyce & Hart op op het podium van Disneyland voor een gastoptreden tijdens hun concerttournee. Later dat jaar herenigde hij zich met Jones en Dolenz in de studio voor de opname van de single Christmas Is My Time of Year, ondersteund met White Christmas, die tijdens de feestdagen in beperkte mate werd uitgebracht voor fanclubleden.
Tork keerde in 2017 terug naar de filmwereld in de horrorfilm I Filmed Your Death, geschreven en geregisseerd door Sam Bahre.

### Sire Records
Een toevallige ontmoeting met Sire Records-directeur Pat Horgan bij de Bottom Line in New York leidde ertoe dat Tork een demo van zes nummers opnam, zijn eerste opname in vele jaren. Opgenomen in de zomer van 1980, kenmerkte het Tork, die ritmegitaar, keyboards en banjo zong en speelde. Hij werd gesteund door de zuidelijke rockband Cottonmouth, geleid door gitarist/zanger/songwriter Johnny Pontiff, met Gerard Trahan op gitaar, keyboards en zang, Gene Pyle op basgitaar en zang en Gary Hille op percussie.                             
Met George Dispigno als technicus produceerde Horgan zes nummers, waaronder de twee Monkees-covers Shades of Grey en Pleasant Valley Sunday. De vier andere nummers waren Good Looker, Since You Went Away (die verscheen op het Monkees-album Pool It! uit 1987), Higher and Higher en Hi Hi Babe. Bij de sessies waren ook Joan Jett, Chrissie Hynde en Tommy Ramone aanwezig. De nummers werden opgenomen in het Blue Horizon House op 165 West 74th Street, de thuisbasis van Sire Records, maar Seymour Stein, president van Sire, verwierp de demo. Tork nam de tweede set demo's op in New York, maar er is weinig bekend over deze opnamen, behalve dat één nummer een andere versie van Pleasant Valley Sunday was met een onbekende rockband en een vioolsolo.
Gedurende deze tijd verscheen Tork regelmatig in The Uncle Floyd Show, uitgezonden op U-68 vanuit New Jersey. Hij speelde komische stukjes en lip-synchroniseerde de Sire-opnamen. Floyd beweerde dat Tork de eerste echte ster was die in de show verscheen (later zouden Davy Jones, The Ramones, Shrapnel en anderen in zijn voetsporen treden).                             
In 1981 bracht Tork de single (I'm Not Your) Steppin' Stone uit (ondersteund met Higher and Higher) met de New Monks. Hij deed ook enkele cluboptredens en live televisieoptredens, waaronder deelname aan een Win a Date With Peter Tork-stukje in Late Night with David Letterman in juli 1982.

### Monkees-reünies, andere bands en activiteiten
In 1986, na een tournee met Jones in Australië in 1985, voegde Tork zich weer bij collega-Monkees Jones en Dolenz voor een zeer succesvolle reünietournee ter gelegenheid van het 20-jarig jubileum (Nesmith was niet beschikbaar voor een reünie). Tork en Dolenz namen drie nieuwe nummers op voor een Greatest Hits-publicatie. De drie Monkees namen het opvolgende jaar Pool It! op. Een decennium later namen alle vier de bandleden Justus op, het eerste studioalbum met de volledige bandbezetting sinds 1968. Het zou nog 19 jaar duren voordat dat weer gebeurde met het uitbrengen van Good Times!. Het kwartet trad in 1997 live op in het Verenigd Koninkrijk, maar een aantal jaren daarna toerde alleen het trio Tork, Dolenz en Jones samen. Het trio Monkees ging in 2001 uit elkaar na een openbare vete en kwam in 2011 weer samen voor een reeks van 45-jubileumconcerten in Engeland en de Verenigde Staten.                             
Sinds 1986 toerde Tork af en toe met zijn voormalige bandleden en speelde hij ook met zijn bands het Peter Tork Project en Shoe Suede Blues. In 1991 formeerde hij de band The Dashboard Saints en speelde hij in een pizzeria in Guerneville, Californië. In 1994 bracht hij zijn eerste soloproject Stranger Things Have Happened van een albumlengte uit met korte optredens van Dolenz en Nesmith. In 1996 werkte hij samen met James Lee Stanley aan het album Two Man Band. Het duo volgde dit in 2001 op met de tweede publicatie Once Again.                                                          
In 2001 nam Tork een time-out van het toeren om een hoofdrol te spelen in de korte film Mixed Signals, geschreven en geregisseerd door John Graziano.                                                          
In 2002 hervatte Tork het werken met zijn band Shoe Suede Blues. De band speelde oorspronkelijk bluesmuziek, covers van The Monkees (inclusief bluesversies), covers van klassieke blueshits van grootheden als Muddy Waters en deelde het podium met bands als Captain Zig. De band toerde uitgebreid in 2006-2007 na het uitbrengen van het album Cambria Hotel.
Tork had ook een paar optredens in de rol van Topanga Lawrence's vader Jedidiah Lawrence in de sitcom Boy Meets World. In zijn tweede optreden in 1995 trad hij toe tot Jones en Dolenz in seizoen 3, aflevering 8 (Rave On), hoewel ze niet verschenen als The Monkees. Tork werd opnieuw gecast als Jedidiah Lawrence, terwijl Jones Reginald Fairfield was en het personage van Dolenz Gordy was. Op het hoogtepunt van het programma beklommen de drie samen het podium om het nummer Not Fade Away van Buddy Holly en My Girl van The Temptations uit te voeren. Naar verluidt waren zowel Nesmith als Pattie Boyd (ex-vrouw van beatle George Harrison) aanwezig bij de opnamen.
Tork was ook een gastpersonage op 7th Heaven. In 1995 verscheen hij als zichzelf in de show Wings, biedend tegen het personage van Crystal Bernard voor de Monkeemobile. In 1999 verscheen hij als de leider van een huwelijksband in The King of Queens in seizoen 1, aflevering 13 (Best Man).
Begin 2008 schreef Tork voor het webzine The Daily Panic de column Ask Peter Tork voor online advies en informatie.
In 2011 trad hij toe tot Dolenz en Jones voor An Evening with The Monkees: The 45th Anniversary Tour.
In 2012 ging Tork samen met Dolenz en Nesmith op een Monkees-tournee ter ere van het 45-jarig jubileum van hun album Headquarters en als eerbetoon aan wijlen Jones. Het trio zou opnieuw toeren in 2013 en 2014. In 2016 toerde Tork met Dolenz als The Monkees, in wat zijn laatste tournee zou zijn voor zijn dood in 2019. Nesmith speelde ook bij enkele concerten.

## Privéleven
Op latere leeftijd woonde Tork in Mansfield, Connecticut. Hij was vier keer getrouwd. Zijn eerste drie huwelijken met achtereenvolgens Jody Babb, Reine Stewart en Barbara Iannoli eindigden in scheidingen. Van 2014 tot aan zijn dood was hij getrouwd met Pamela Grapes. Hij had drie kinderen: een dochter, Hallie, met Stewart; een zoon, Ivan, met Iannoli; en nog een dochter, Erica, uit een eerdere relatie met Tammy Sestak.

## Ziekte en overlijden
Op 3 maart 2009 meldde Tork op zijn website dat bij hem adenoïde cystisch carcinoom was vastgesteld, een zeldzame, langzaam groeiende vorm van hoofd/halskanker. Een voorlopige biopsie toonde aan dat de kanker zich niet verder had uitgezaaid dan de oorspronkelijke plaats. Tork onderging radiotherapie om te voorkomen dat de kanker terugkeerde.
Op 4 maart 2009 onderging Tork een operatie in New York. Op 11 juni 2009 meldde een woordvoerder van Tork dat zijn kanker was teruggekeerd. Tork zei dat de artsen hem 80% kans hadden gegeven om de nieuwe tumor in bedwang te houden en te verkleinen. Hij bleef touren en optreden terwijl hij zijn behandelingen onderging.
Tork documenteerde zijn ervaring met kanker op Facebook en moedigde zijn fans aan om de onderzoeksinspanningen van de Adenoid Cystic Carcinoma Research Foundation te steunen. De ziekte keerde terug in 2018 en hij overleed in zijn huis in Mansfield, Connecticut op 21 februari 2019 op 77-jarige leeftijd, tien jaar na zijn diagnose.

## Discografie

### Lp's en cd's
- 1993: Stranger Things Have Happened

Peter Tork & Shoe Suede Blues
- 2000: Live in L.A.
- 2003: Saved by the Blues
- 2007: Cambria Hotel
- 2013: Step by Step (als download)

Peter Tork & James Lee Stanley
- 1996: Two Man Band
- 2001: Once Again
- 2006: Live & Backstage at the Coffee Gallery

### Singles
- 1976: Christmas Is My Time of Year (met Micky Dolenz & Davy Jones)
- 1981: Higher And Higher/(I'm Not Your) Steppin' Stone

### Als gastmuzikant en zanger
- 1969: Various: Do It Now Foundation – Public Service Anti-Drug Abuse Spots
- 1970: Wendy Erdman: Wendy Erdman
- 1982: Various: The Coop … The Fast Folk Magazine
- 2003: Various: A Beachwood Christmas

- Bibsys: 9024003
- Bibliothèque nationale de France: cb15504863s (data)
- Gemeinsame Normdatei: 1178811638
- International Standard Name Identifier: 0000 0001 0916 3031
- Library of Congress Control Number: no2004052486
- MusicBrainz: 4f87267a-928f-4955-aff1-d756b13ebea7
- Nationale Bibliotheek van Tsjechië: xx0153868
- Nationale bibliotheek van Australië: 40661447
- Système universitaire de documentation: 158937309
- Trove: 1448774
- Virtual International Authority File: 74157431
- WorldCat: E39PBJyRDCCbmm3FvRcJ8WcByd